# Iris (Oper)
Iris ist eine Oper (Originalbezeichnung: „Melodramma“) in drei Akten von Pietro Mascagni nach einem Libretto von Luigi Illica, der gemeinsam mit Giuseppe Giacosa auch die Texte zu Puccinis La Bohème, Tosca und Madama Butterfly verfasste. Die Uraufführung fand am 22. November 1898 im Teatro Costanzi in Rom statt.
Die Oper erzählt die Geschichte der Japanerin Iris, die vom Bordellbesitzer Kyoto entführt wird, um sie dem Lüstling Osaka zuzuführen. Das kindlich-unschuldige Mädchen zerbricht an diesem Missbrauch. Als am Ende auch ihr alter Vater sie für eine Hure hält, begeht Iris Suizid, stirbt, da die geliebte Sonne sich nicht von ihr abgewandt hat, allerdings versöhnt.

## Handlung

### Erster Akt
Ort der Handlung ist Japan, ein idyllischer Blumengarten in ländlicher Abgeschiedenheit. Iris, ein junges Mädchen, lebt hier zusammen mit ihrem blinden alten Vater. Es ist Morgen, die Sonne geht auf (Chor „Son io! Son io la vita!“).

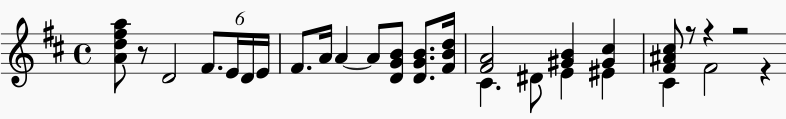
Inno al sol („Hymne an die Sonne“), eines der einprägsamsten Motive der Oper

Iris tritt aus dem Haus und sinniert über einen bösen Traum, der sie nachts verfolgte: Ungeheuer bedrohten ihre geliebte Puppe, und Iris vermochte sie nicht zu schützen („Ha fatto un triste sogno pauroso“). Der reiche Fremde Osaka aus der Stadt und sein Freund, der Bordellbesitzer Kyoto, beobachten sie heimlich. Osaka begehrt Iris, und Kyoto will sie für ihn entführen („È lei! è lei!“). Iris arbeitet im Garten, während ihr Vater den Rosenkranz betet und dabei den Sonnenschein genießt („Voglio posare ove è più caldo il sole!“). Junge Mädchen erscheinen und waschen im Fluss die Wäsche („Al rio! Al rio! È il pleniluio!“). Während ihr Vater Gott dankt, dass die Tochter ihm die Augen ersetzt (Sprechgesang), beschäftigt Iris sich mit ihren Pflanzen („In pure stille, gaie scintille scende la vita!“).
Kyoto erscheint, als Puppenspieler verkleidet; Osaka, ebenfalls in Verkleidung, begleitet ihn („Io son Danjuro Il padre dei Fantocci“). Iris ist auf die Puppengeschichte äußerst neugierig, vergeblich versucht ihr Vater sie zurückzuhalten. Die Vorstellung beginnt, das Stück erzählt die Geschichte des Mädchens Dhia, das von seinem bösen Vater in Armut gehalten und dann auf dem Markt von Shimonoseki verkauft wird („Misera! Ognor qui sola!“). Osaka schlüpft in die Rolle des Sonnensohns Jor, der das Mädchen zu lieben und ins Nirvana zu begleiten verspricht („Apri la tua finestra! Jor son io“).

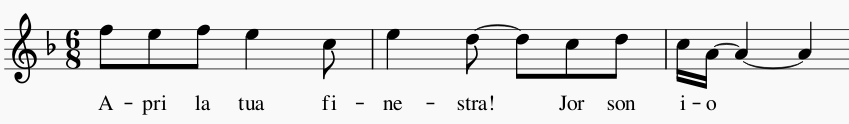
Anfang der bekanntesten Arie der Oper, Apri la tua finestra! Jor son io

Der Vorhang fällt, und während des nun folgenden Tanzes dreier Geishas wird Iris, die das Schauspiel in größter Naivität bewundert hat, von Samurai ergriffen und in die Stadt entführt. Fassungslos entdeckt der Vater, dass Iris verschwunden ist („Questo dramma è menzogna tutto!“). Bettler erscheinen und nehmen an seinem Schicksal Anteil. Einer von ihnen entdeckt eine scheinbar von Iris stammende Notiz, in der mitgeteilt wird, dass sie nach Yoshiwara gegangen sei. Auch Geld wurde hinterlassen. Der Vater glaubt, dass Iris ihn aus freien Stücken im Stich gelassen habe.

### Zweiter Akt
In Kyotos Bordell. Kyoto schilt die Geishas, die Iris schlafen lassen und sich auf zahlende Gäste vorbereiten sollen („Là che ci fate ancora mascherate?“). Osaka erscheint, lüftet Iris´ Schleier und ist von ihrer Schönheit hingerissen. Kyoto redet ihm zu, sie sich durch Geschenke gefügig zu machen. Iris erwacht und weiß weder, wo sie sich befindet, noch warum sie ein durchsichtiges Gewand trägt („Ognora sogni, sogni e sogni...“). Dann erinnert sie sich an das Puppentheater und die tanzenden Geishas und glaubt, gestorben zu sein. Sie versucht Shamisen zu spielen, doch das Instrument gehorcht ihr nicht; sie versucht, eine Blume zu malen, bringt jedoch nur eine blutrote Schlange hervor. Beim Gedanken an ihren Vater bricht sie schließlich in Tränen aus.
Osaka erscheint mit Geschenken und versucht, Iris zu verführen („Oh, come al tuo sottile corpo“). Iris, die seine Stimme wiedererkennt, hält Osaka für den Sonnensohn Jor. Da sie Komplimente und Worte wie die Osakas noch nie gehört hat, beginnt sie vor Verlegenheit zu lachen. Osaka versucht, sie aufzuklären, dass er nicht Jor sei, dass er sie entführt hat und dass es bei allem nur um seine Lust gehe. Iris erinnert sich, wie ein Priester ihr über die Lust einmal Schreckliches erzählt habe, und fleht Osaka an, sie zu ihrem Vater zurückkehren zu lassen („Un dì, ero piccina, al tempio vidi un bonzo“). Osaka ist über soviel Prüderie entnervt, versucht aber weiter, sie zu verführen. Iris beginnt zu weinen, sie will nach Hause zu ihrem Vater und ihren Blumen, Osakas Geschenke können ihr die nicht ersetzen. Osaka verliert das Interesse, überlässt das Mädchen dem Bordellbesitzer und geht („Da un'ora essa m'attedia!“).
Kyoto entscheidet, Iris zur Vorzeigedame für sein Bordell zu machen; wenn sie ihm gehorche, werde er ihr die Jor-Puppe schenken („Colle piccine gran maestra è natura“). Iris hält die Puppe für den echten Jor und erwartet, dass dieser sie lieben und ins Nirvana führen werde. Dann wird sie vor den Freiern ausgestellt; diese überschlagen sich vor Begeisterung (Chor: „Oh, maraviglia delle maraviglie!“). Osaka bereut, Iris Kyoto überlassen zu haben, und wirbt erneut um sie („Indietro! Indietro! Indietro! Iris, son io!“).
Geführt von zwei Bettlern erscheint Iris’ Vater, der das Mädchen für schuldig hält, sie verflucht und mit Dreck bewirft („Iris? Essa è qui dunque?“). Iris ist gebrochen und springt vor den Augen aller Anwesenden aus dem Fenster in die Gosse.

### Dritter Akt
Nacht. Müllsammler, die in der Gosse nach Brauchbarem stöbern, finden die bewusstlose, schwer verletzte Iris und halten sie für tot („Ad ora bruna e tarda la Luna è tutta gaia“). Sie rauben ihr das kostbare Kleid und ziehen weiter. Iris erwacht und halluziniert die Stimmen von Osaka, von Kyoto und die ihres Vaters; alle drei nehmen von ihr Abschied („Ognun pel suo cammino va spinto dal destino di sua fatal natura!“). Voller Schmerz erinnert Iris sich an die glückliche Welt ihres Blumengartens, die sie unwiderruflich verloren hat. Die Sonne geht auf und erinnert Iris daran, dass sie sich niemals von ihr abgewendet hat („Un gran'occhio mi guarda! Il Sole? È il Sole!“). Im Sonnenlicht erscheinen Iris nun auch die Blumen. Sie stirbt versöhnt.

## Instrumentation
Die Orchesterbesetzung der Oper enthält die folgenden Instrumente:
- Holzbläser: Piccoloflöte, zwei Flöten, kleine Oboe, zwei Oboen, Englischhorn, zwei Klarinetten, Bassklarinette, zwei Fagotte, Kontrafagott
- Blechbläser: vier Hörner, drei Trompeten, drei Posaunen, Bassposaune
- drei Pauken, Schlagzeug: Große Trommel, Becken, Triangel, japanisches Glockenspiel, Gongspiel, großes Tamtam, Tamburin
- Shamisen
- zwei Harfen
- Streicher
- Bühnenmusik: Flöte, kleine Oboe, vier Trompeten, vier Tenorposaunen, zwei japanische Pauken, zwei kleine japanische Tamtams, zwei nicht näher bezeichnete Schlag-Instrumente, Harfe (= zweite Harfe des Orchesters), Viola, Violoncello, Kontrabass

## Aufführungsgeschichte

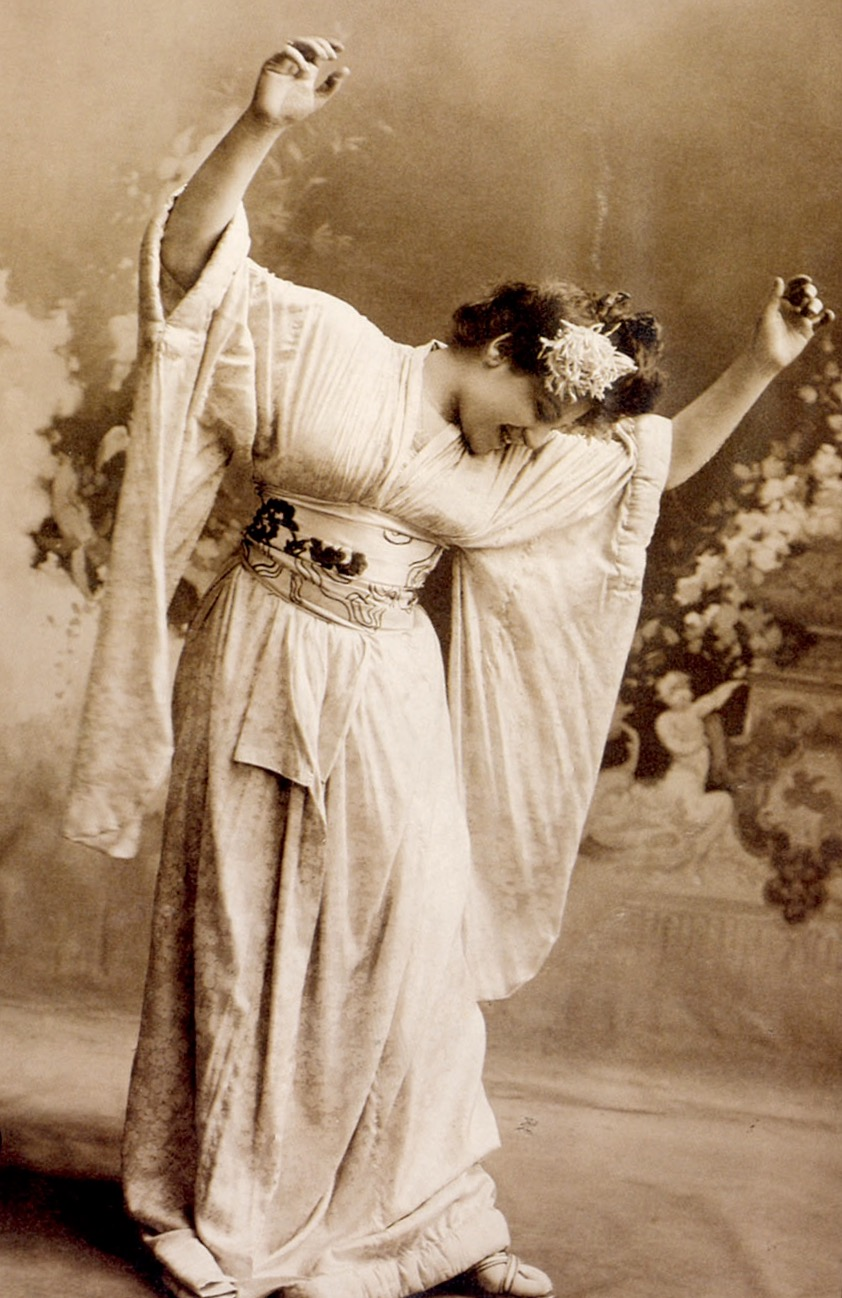
Maria Farneti als Iris

Mascagnis Iris war abgesehen von konzertanten Aufführungen in den letzten Jahrzehnten im deutschsprachigen Raum kaum auf der Bühne zu sehen. Dabei war die Uraufführung 1898 im Teatro Costanzi in Rom ein großer Publikumserfolg, welcher schon sechs Jahre vor Puccinis Madama Butterfly die Herzen vieler Opernfreunde erreichte und als Auslöser für weitere japanisch geprägte Opernwerke steht. Dafür befasste sich Mascagni mit japanischer Musik, schuf allerdings seine eigene Anschauung auf ein fiktives Japan, was einhergeht mit sehr emotionaler Musik, welche die Stärke der Männer der zerbrechlich wirkenden Iris, ihrer Liebe zur Sonne, zu den Blumen und zur Natur gegenüberstellt.
Die Uraufführung am 22. November 1898 fand unter der Leitung des Komponisten statt. Es sangen Giuseppe Tisci Rubini (der Blinde), Hariclea Darclée (Iris), Fernando de Lucia (Osaka), Guglielmo Caruson (Kyoto), Ernestina Tilde Milanesi (Geisha), Eugenio Grossi (Hausierer) und Piero Schiavazzi (Lumpenhändler).
Für die deutsche Uraufführung 1899 in Frankfurt am Main lieferte Max Kalbeck die Übersetzung. Die Oper war wahrscheinlich 1924 zum letzten Mal für Jahrzehnte als Bühnenwerk in Deutschland zu sehen. Im Opernhaus Chemnitz hatte Iris in einer Neuinszenierung am 3. Februar 2007 Premiere und wurde von MDR Figaro und Deutschlandradio Kultur live im Rundfunk übertragen. 2016 brachte die Neuköllner Oper (Berlin) die Oper unter dem Titel Iris Butterfly als eine von Alexandra Barkovskaya reduzierte Kammeroper mit einem von Hans-Peter Kirchberg dirigierten Kammerorchester von sieben Instrumenten und elektronischen Sounds auf die Bühne.
Vom 7. bis 18. Juni 2016 zeigte die Opera Holland Park in London Iris in einer neuen Produktion, nachdem das Werk dort schon 1997 mit großem Erfolg gespielt wurde. Vor dieser Zeit war Mascagnis Oper 90 Jahre nicht in London zu sehen gewesen.
Die bulgarische Sopranistin und ECHO-Preisträgerin Sonya Yoncheva sang am 26. Juli 2016 die Titelrolle am Radiofestival Montpellier. Die Aufnahme wurde aus der Opéra Berlioz des Le Corum Montpellier gesendet. Es spielte das Orchestre national Montpellier Languedoc-Roussillon unter der Leitung von Domingo Hindoyan.
Im Juli 2016 präsentierte das Bard Summer Festival Iris in Annandale, New York. Das American Symphony Orchestra spielte unter der Leitung von Leon Botstein. Im Februar 2020 führte die Berliner Operngruppe unter der musikalischen Leitung von Felix Krieger die Oper konzertant im Konzerthaus Berlin auf.